# Cướp biển đuôi dài
Stercorarius longicaudus là một loài chim trong họ Stercorariidae.